# نساء بلا رجال (فلم)
نساء بلا رجال هو فيلم مصري تم إنتاجه من قبل شركة أفلام ريجانس عام 1953 ومن إخراج يوسف شاهين وتأليف إحسان عبدالقدوس وسيناريو وحوار نيروز عبد الملك، والفيلم مترجم للفرنسية في أسفل العرض.

## قصة الفيلم
يختلف شقيق مع شقيقته وتتسع حدة الخلاف بينهما، تترك الأخت منزل أخيها وتذهب إلى الريف لتعيش مع شقيقتها الكبرى، الشقيقة الكبرى تعيش بالريف حياة قاسية جدًا فرضتها على نفسها ومن ضمنها إلا يدخل رجل منزلها أيًا كان، بينما حييا شقيقتها في ملاهى القاهرة ويصرف ببذخ ويعيش حياة كلها رفاهية، في يوم يذهب الأخ بصحبة ابنته وزوجته إلى الريف لزيارة شقيقته، يفاجأ بالنظام القاسى الذي فرضته الشقيقة في المنزل، ترتبط ابنة الأخ بعلاقة حب مع ابن خالها الذي يعيش هناك في الريف، وذلك بعد أن هجرته زوجته، تساعد العمة ابن أخيها في الانتخابات، وتعيد النظر في الحياة القاسية التي فرضتها على نفسها، وتتنازل شيئا فشيئا عن سياستها حتى يعم الحب والصفاء كل جدران منزلها.

## طاقم العمل
- ماري كويني في دور أزهار
- هدى سلطان في دور دولت
- عماد حمدي في دور جمال
- كمال الشناوي في دور عادل
- علوية جميل في دور عفت
- زوزو حمدي الحكيم في دور نرجس
- زينات صدقي في دور فلة
- عبد الفتاح القصري في دور سلامة
- المونتاج: كمال أبو العلا
- مدير التصوير: ألفيزي أورفانللي
- المصور: والي نور الدين، أسعد عزيز
- الموسيقى: أبراهيم حجاج
- الصوت: نيفيو أورفانللي
- الديكور: عباس حلمي
- إخراج: يوسف شاهين

## روابط خارجية
- مقالات تستعمل روابط فنية بلا صلة مع ويكي بيانات
- موقع أفلام مصر العالمية